# Mesari
Mesari (en serbe cyrillique : Месари) est un village de Bosnie-Herzégovine. Il est situé sur le territoire de la ville de Trebinje et dans la république serbe de Bosnie. Selon les premiers résultats du recensement bosnien de 2013, il ne compte plus aucun habitant.

## Géographie
Le village est situé au bord de la Trebišnjica, qui débouche pour une part dans la mer Adriatique et se jette pour une autre dans la Neretva.
Il est entouré par les localités suivantes :
|           | Zagora |          |
| Dobromani | Mesari | Kovačina |
|           | Đedići |          |

## Histoire
Dans le village, l'église Saint-Élie, reconstruite en 1897 mais d'origine plus ancienne, est inscrite sur la liste des monuments nationaux de Bosnie-Herzégovine ; avec l'église, un tumulus préhistorique et un ensemble de 8 stećci, un type particulier de tombes médiévales, et 31 tombes cruciformes sont également classés.

## Démographie

### Évolution historique de la population dans la localité
| 1948 | 1953 | 1961 | 1971 | 1981 | 1991 | 2013 |
| ---- | ---- | ---- | ---- | ---- | ---- | ---- |
| -    | -    | 53   | 43   | 23   | 10   | 0    |

|  |

### Répartition de la population par nationalités (1991)
En 1991, les 10 habitants du village étaient tous serbes.

## Illustrations

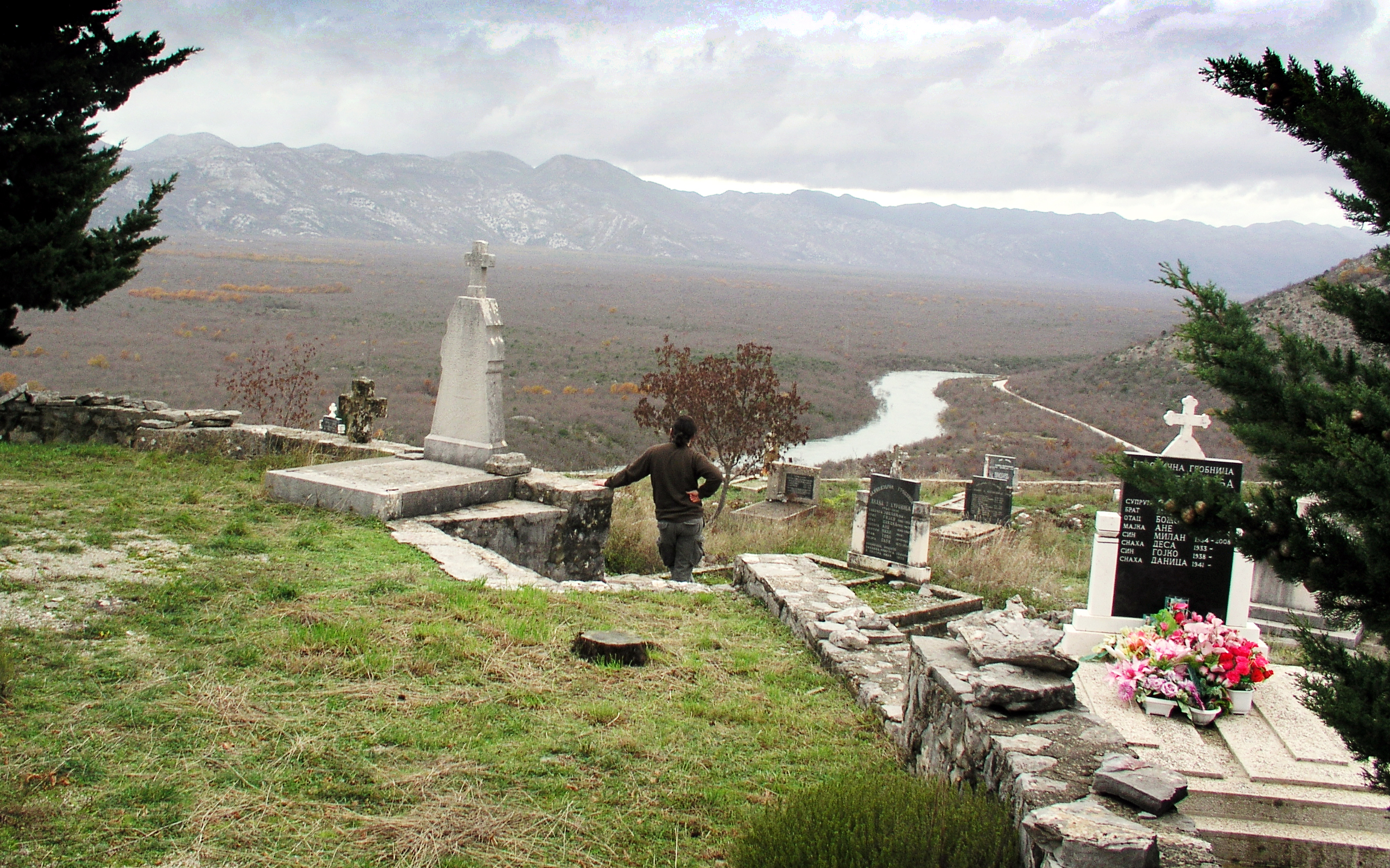
Le poljé de Popovo depuis le vieux cimetière.
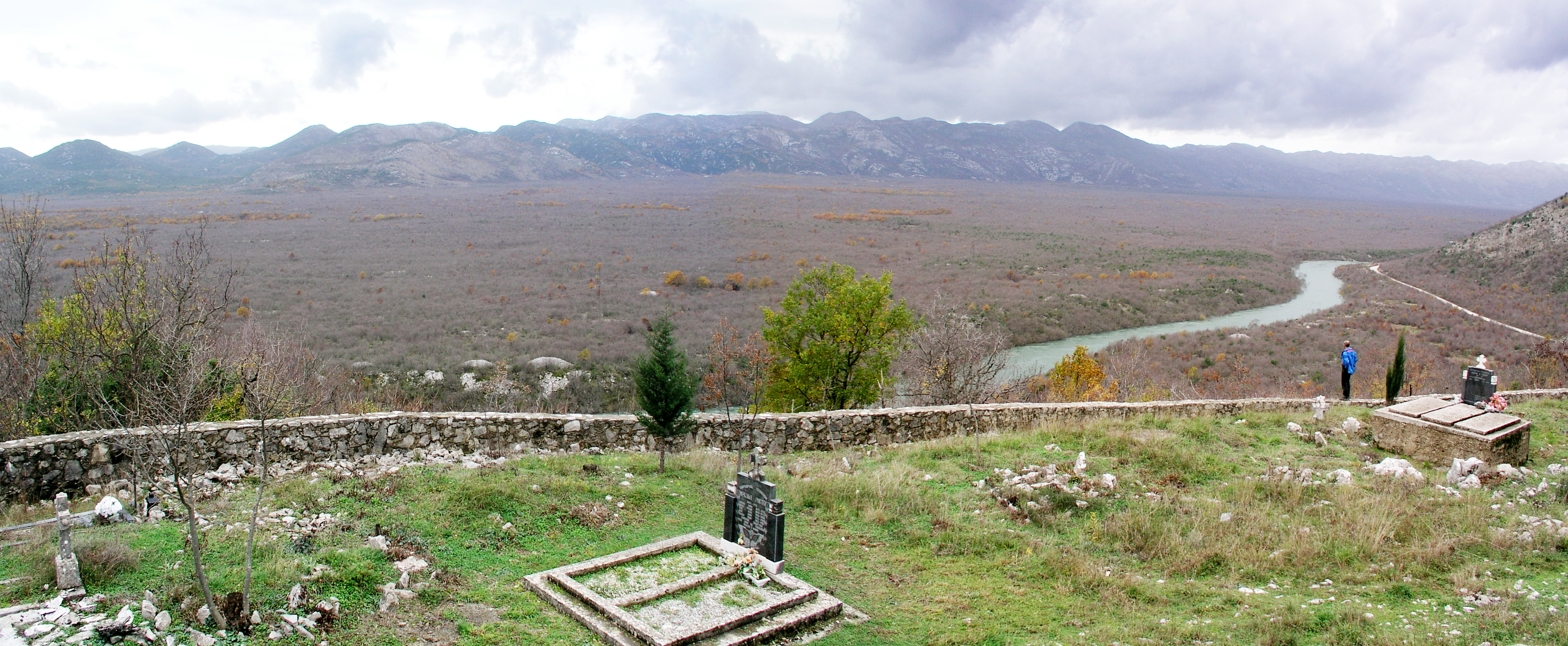
La plaine de Popovo d'où émergent des constructions en pierres (tumulus).
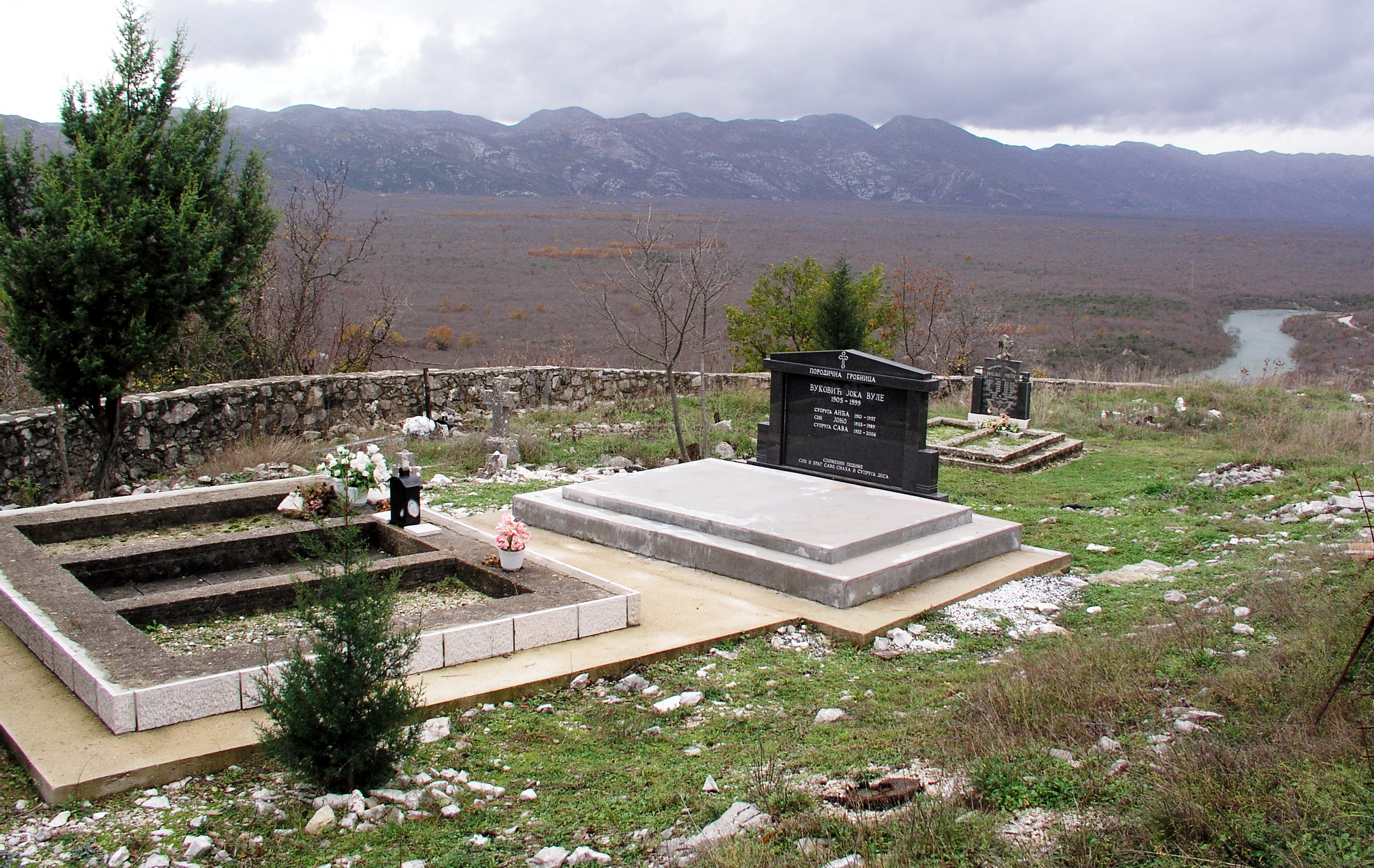
Le vieux cimetière de Mesari domine le poljé de Popovo.